# 金子勇
金子勇（1970年7月—2013年7月6日）是日本程式設計師、工程博士，前東京大學情報理工學系研究院研究科助手，檔案分享軟體Winny的開發者。栃木縣下都賀郡都賀町出身，栃木縣立栃木高等學校、茨城大學工學院畢業。

## 人物
金子勇自小對程式技術有興趣，在就讀栃木縣立栃木高等學校期間參加情報處理技術者能力認定試驗得到1級合格。1989年，進入茨城大學工學院情報工學科。爾後研修茨城大學學士課程與博士課程。
1999年，金子勇以博士後身分在日本原子力研究所工作，在此前後發表了3D物理模擬軟體「Animbody」、「Nekoflight」等自由軟體。2001年時任職於ExpressionTools株式会社。
2001年，金子勇開發了利用P2P技術的檔案分享軟體「Winny」，於網路佈告欄2ch的下載軟體版公開。最初因為發文編號而被稱為「47氏」，但無法證明為金子勇本人（當時2ch尚未保存留言紀錄）。
2002年1月，金子勇被聘為東京大学情報理工學系研究科特任助手。
2004年5月10日，金子勇因為涉嫌幫助違反著作權法，遭京都府警察逮捕。2004年5月31日，金子勇被京都地方檢察廳起訴。2006年7月3日，京都地方檢察廳向京都地方裁判所求處金子勇有期徒刑1年。
2006年12月13日，京都地方裁判所一審判決，以「幫助侵害著作權」罪名判處金子勇150萬日圓罰金；金子勇於當日提起上訴。
2006年，金子勇至Dreamboat株式会社（2011年4月改名為Skeed株式会社）擔任SkeedCast的技術顧問。
2009年10月8日，大阪高等裁判所二審判決，推翻一審判決，改判金子勇無罪。2009年10月21日，大阪高等檢察廳不服二審判決，向最高裁判所提起上訴。
2011年7月，金子勇就任Skeed株式会社外部董事。
2011年12月20日，最高裁判所第三小法庭駁回大阪高等檢察廳的上訴，金子勇無罪確定。
2013年7月6日，金子勇因急性心肌梗塞逝世。

## 著作
- 『Winnyの技術』 2005年10月6日発売 ASCII ISBN 4756145485
- 學術論文多數

## 外部連結
- 金子勇個人網站
- Kaneko's Software Page